# بولو سبور
نادي بولو سبور هو نادي تركي من منطقة بولو و هو يلعب في الدوري التركي الدرجة الاولى.

## الانجازات

### كأس
- كأس تركيا وصيف (مرة) : 1981

### دوري
- الدوري التركي الدرجة الثانية (مرة) : 2007

## روابط إضافية
- (بالتركية)